# Campionati mondiali di ginnastica artistica 2011 - Corpo libero maschile

## Risultati
| Pos.    | Ginnasta                 | Nazione     | Punteggio di partenza | Punteggio della giuria | Penalità | Totale |
| ------- | ------------------------ | ----------- | --------------------- | ---------------------- | -------- | ------ |
| Oro     | Kōhei Uchimura           | Giappone    | 6,700                 | 8,933                  | -        | 15,633 |
| Argento | Zou Kai                  | Cina        | 6,900                 | 8,600                  | -        | 15,500 |
| Bronzo  | Diego Hypólito           | Brasile     | 6,800                 | 8,666                  | -        | 15,466 |
| Bronzo  | Alexander Shatilov       | Israele     | 6,700                 | 8,766                  | -        | 15,466 |
| 5       | Steven Legrende          | Stati Uniti | 6,800                 | 8,600                  | -        | 15,400 |
| 6       | Flavius Koczi            | Romania     | 6,700                 | 8,633                  | -        | 15,333 |
| 6       | Tomás González Sepúlveda | Cile        | 6,500                 | 8,833                  | -        | 15,333 |
| 8       | Jacob Dalton             | Stati Uniti | 6,600                 | 8,633                  | 0,1      | 15,133 |